# 一本杉仁志
一本杉 仁志（いっぽんすぎ ひとし、1977年3月24日 - ）は、日本のラグビー指導者。ユナイテッド・ラグビー・チャンピオンシップブルズのヘッド・オブ・アスレティック・パフォーマンスを務めている。

## プロフィール
- 大阪府出身[2]。
- 現役時代のポジションはフランカー(FL)[3]。

## 来歴
現役時代、日新製鋼、月星クラブ、豊田自動織機でプレーしていた。
現役引退後、キャンベラ大学に入り、2013年、クボタスピアーズの
S&Cコーチに就任。
その後三菱重工相模原ダイナボアーズ・トヨタ自動車ヴェルブリッツのコーチを経て、2021年、ブルズのヘッド・オブ・アスレティック・パフォーマンスに就任。